# Miami Open 2022
Il Miami Open 2022, noto anche come Miami Open presented by Itaú per motivi di sponsorizzazione, è stato un torneo di tennis che si è giocato su campi in cemento. È stata la 37ª edizione del Miami Open, facente parte della categoria ATP Tour Masters 1000 nell'ambito dell'ATP Tour 2022, e della categoria WTA 1000 nell'ambito del WTA Tour 2022. Sia il torneo maschile che quello femminile si sono disputati dal 21 marzo al 3 aprile 2022 negli impianti dell'Hard Rock Stadium di Miami Gardens.

## Partecipanti ATP

### Teste di serie
| Nazionalità | Giocatore             | Testa di Serie | Ranking* |
| ----------- | --------------------- | -------------- | -------- |
|             | Daniil Medvedev       | 1              | 2        |
| Germania    | Alexander Zverev      | 2              | 4        |
| Grecia      | Stefanos Tsitsipas    | 3              | 5        |
| Italia      | Matteo Berrettini     | 4              | 6        |
|             | Andrej Rublëv         | 5              | 7        |
| Norvegia    | Casper Ruud           | 6              | 8        |
| Canada      | Félix Auger-Aliassime | 7              | 9        |
| Polonia     | Hubert Hurkacz        | 8              | 10       |
| Italia      | Jannik Sinner         | 9              | 11       |
| Regno Unito | Cameron Norrie        | 10             | 12       |
| Stati Uniti | Taylor Fritz          | 11             | 13       |
| Canada      | Denis Shapovalov      | 12             | 14       |
| Argentina   | Diego Schwartzman     | 13             | 15       |
| Spagna      | Carlos Alcaraz        | 14             | 16       |
| Spagna      | Roberto Bautista Agut | 15             | 17       |
| Stati Uniti | Reilly Opelka         | 16             | 18       |
| Spagna      | Pablo Carreño Busta   | 17             | 19       |
| Georgia     | Nikoloz Basilašvili   | 18             | 20       |
| Italia      | Lorenzo Sonego        | 19             | 21       |
| Stati Uniti | John Isner            | 20             | 22       |
| Croazia     | Marin Čilić           | 21             | 23       |
| Francia     | Gaël Monfils          | 22             | 24       |
|             | Karen Chačanov        | 23             | 25       |
| Regno Unito | Daniel Evans          | 24             | 27       |
| Australia   | Alex de Minaur        | 25             | 28       |
| Bulgaria    | Grigor Dimitrov       | 26             | 29       |
| Cile        | Cristian Garín        | 27             | 30       |
| Stati Uniti | Frances Tiafoe        | 28             | 31       |
|             | Aslan Karacev         | 29             | 32       |
| Kazakistan  | Aleksandr Bublik      | 30             | 33       |
| Italia      | Fabio Fognini         | 31             | 34       |
| Spagna      | Albert Ramos Viñolas  | 32             | 35       |

* Ranking al 21 marzo 2022.

### Altri partecipanti
I seguenti giocatori hanno ricevuto una wild card per il tabellone principale:
- Jack Draper
- Nick Kyrgios
- Andy Murray
- Emilio Nava
- Shang Juncheng

I seguenti giocatori sono entrati in tabellone grazie al ranking protetto:
- Aljaž Bedene
- Borna Ćorić
- Gilles Simon
- Jo-Wilfried Tsonga

Il seguente giocatore è entrato in tabellone come lucky loser:
- Kevin Anderson

I seguenti giocatori sono passati dalle qualificazioni:

- Fernando Verdasco
- Michail Kukuškin
- Mitchell Krueger
- Yoshihito Nishioka
- Emilio Gómez
- Thanasi Kokkinakis
- Jaume Munar
- Denis Kudla
- Daniel Elahi Galán
- Tarō Daniel
- Jeffrey John Wolf
- Jack Sock

### Ritiri
Prima del torneo
- Pablo Andújar → sostituito da  Roberto Carballés Baena
- Novak Đoković → sostituito da  Henri Laaksonen
- James Duckworth → sostituito da  Sebastián Báez
- Roger Federer → sostituito da  Francisco Cerúndolo
- Il'ja Ivaška → sostituito da  Daniel Altmaier
- Filip Krajinović → sostituito da  Jordan Thompson
- Alex Molčan → sostituito da  Oscar Otte
- Rafael Nadal → sostituito da  John Millman
- Kei Nishikori → sostituito da  Kamil Majchrzak
- Dominic Thiem  → sostituito da  Juan Manuel Cerúndolo
- Matteo Berrettini → sostituito da  Kevin Anderson

## Partecipanti ATP doppio

### Teste di serie
| Nazionalità | Giocatore            | Nazionalità | Giocatore        | Ranking* | Teste di serie |
| ----------- | -------------------- | ----------- | ---------------- | -------- | -------------- |
| Croazia     | Nikola Mektić        | Croazia     | Mate Pavić       | 4        | 1              |
| Stati Uniti | Rajeev Ram           | Regno Unito | Joe Salisbury    | 6        | 2              |
| Spagna      | Marcel Granollers    | Argentina   | Horacio Zeballos | 11       | 3              |
| Australia   | John Peers           | Slovacchia  | Filip Polášek    | 21       | 4              |
| Colombia    | Juan Sebastián Cabal | Colombia    | Robert Farah     | 26       | 5              |
| Paesi Bassi | Wesley Koolhof       | Regno Unito | Neal Skupski     | 33       | 6              |
| Regno Unito | Jamie Murray         | Brasile     | Bruno Soares     | 38       | 7              |
| Francia     | Nicolas Mahut        | Francia     | Fabrice Martin   | 48       | 8              |

* Ranking al 15 marzo 2021.

### Altri partecipanti
Le seguenti coppie di giocatori hanno ricevuto una wild card per il tabellone principale:
- Hubert Hurkacz /  John Isner
- Thanasi Kokkinakis /  Nick Kyrgios
- Feliciano López /  Stefanos Tsitsipas

### Ritiri
Prima del torneo
- Il'ja Ivaška /  Karen Chačanov → sostituiti da  Karen Chačanov /  Andrej Rublëv
- Tim Pütz /  Michael Venus → sostituiti da  Lloyd Glasspool /  Michael Venus

## Partecipanti WTA

### Teste di serie
| Nazionalità | Giocatrice           | Ranking* | Testa di serie |
| ----------- | -------------------- | -------- | -------------- |
|             | Aryna Sabalenka      | 3        | 1              |
| Polonia     | Iga Świątek          | 4        | 2              |
| Estonia     | Anett Kontaveit      | 5        | 3              |
| Grecia      | Maria Sakkarī        | 6        | 4              |
| Spagna      | Paula Badosa         | 7        | 5              |
| Rep. Ceca   | Karolína Plíšková    | 8        | 6              |
| Spagna      | Garbiñe Muguruza     | 9        | 7              |
| Tunisia     | Ons Jabeur           | 10       | 8              |
| Stati Uniti | Danielle Collins     | 11       | 9              |
| Lettonia    | Jeļena Ostapenko     | 12       | 10             |
| Regno Unito | Emma Raducanu        | 13       | 11             |
|             | Viktoryja Azaranka   | 15       | 12             |
| Germania    | Angelique Kerber     | 16       | 13             |
| Stati Uniti | Cori Gauff           | 17       | 14             |
| Ucraina     | Elina Svitolina      | 18       | 15             |
| Stati Uniti | Jessica Pegula       | 19       | 16             |
| Kazakistan  | Elena Rybakina       | 20       | 17             |
| Canada      | Leylah Fernandez     | 21       | 18             |
| Slovenia    | Tamara Zidanšek      | 22       | 19             |
| Belgio      | Elise Mertens        | 23       | 20             |
|             | Veronika Kudermetova | 24       | 21             |
| Svizzera    | Belinda Bencic       | 25       | 22             |
| Romania     | Simona Halep         | 26       | 23             |
| Romania     | Sorana Cîrstea       | 27       | 24             |
|             | Dar'ja Kasatkina     | 28       | 25             |
| Stati Uniti | Madison Keys         | 29       | 26             |
| Italia      | Camila Giorgi        | 30       | 27             |
| Rep. Ceca   | Petra Kvitová        | 31       | 28             |
|             | Ljudmila Samsonova   | 32       | 29             |
| Rep. Ceca   | Markéta Vondroušová  | 33       | 30             |
| Francia     | Alizé Cornet         | 34       | 31             |
| Spagna      | Sara Sorribes Tormo  | 36       | 32             |

*ranking al 28 febbraio 2022.

### Altre partecipanti
Le seguenti giocatrici hanno ricevuto una wild card per il tabellone principale:
- Hailey Baptiste
- Alex Eala
- Linda Fruhvirtová
- Sofia Kenin
- Ashlyn Krueger
- Robin Montgomery
- Dar'ja Saville
- Nastasja Schunk

La seguente giocatrice è entrata in tabellone con il protected ranking:
- Laura Siegemund

Le seguenti giocatrici sono passati dalle qualificazioni:

- Marie Bouzková
- Lauren Davis
- Kirsten Flipkens
- Magdalena Fręch
- Dalma Gálfi
- Ekaterine Gorgodze
- Anna Kalinskaja
- Rebecca Marino
- Wang Qiang
- Wang Xinyu
- Yuan Yue
- Vera Zvonarëva

Le seguenti giocatrici sono entrate nel tabellone principale come lucky loser:
- Lucia Bronzetti
- Lesja Curenko
- Storm Sanders
- Harmony Tan
- Stefanie Vögele

### Ritiri
Prima del torneo
- Ashleigh Barty → sostituita da  Misaki Doi
- Jaqueline Cristian → sostituita da  Caroline Garcia
- Varvara Gračëva → sostituita da  Greet Minnen
- Sofia Kenin → sostituita da  Lucia Bronzetti
- Barbora Krejčíková → sostituita da  Panna Udvardy
- Camila Osorio → sostituita da  Naomi Ōsaka
- Anastasija Pavljučenkova → sostituita da  Zheng Qinwen
- Rebecca Peterson → sostituita da  Heather Watson
- Andrea Petković → sostituita da  Astra Sharma

Durante il torneo
- Camila Giorgi[1] → sostituita da  Stefanie Vögele
- Simona Halep[1] → sostituita da  Harmony Tan
- Garbiñe Muguruza[1] → sostituita da  Storm Sanders
- Markéta Vondroušová[1] → sostituita da  Lesja Curenko

## Partecipanti doppio WTA

### Teste di serie
| Nazione     | Giocatrice             | Nazione     | Giocatrice         | Ranking* | Testa di serie |
| ----------- | ---------------------- | ----------- | ------------------ | -------- | -------------- |
|             | Veronika Kudermetova   | Belgio      | Elise Mertens      | 9        | 1              |
| Australia   | Storm Sanders          | Rep. Ceca   | Kateřina Siniaková | 18       | 2              |
| Australia   | Samantha Stosur        | Cina        | Zhang Shuai        | 19       | 3              |
| Stati Uniti | Coco Gauff             | Stati Uniti | Caty McNally       | 23       | 4              |
| Croazia     | Darija Jurak Schreiber | Slovenia    | Andreja Klepač     | 29       | 5              |
| Canada      | Gabriela Dabrowski     | Messico     | Giuliana Olmos     | 31       | 6              |
| Stati Uniti | Desirae Krawczyk       | Paesi Bassi | Demi Schuurs       | 37       | 7              |
| Rep. Ceca   | Marie Bouzková         | Rep. Ceca   | Lucie Hradecká     | 40       | 8              |

- Ranking al 7 marzo 2022.

### Altre partecipanti
Le seguenti coppie di giocatrici hanno ricevuto una wild card per il tabellone principale:
- Belinda Bencic /  Ana Konjuh
- Leylah Fernandez /  Ingrid Neel
- Ashlyn Krueger /  Robin Montgomery

La seguenti coppie sono entrate in tabellone con il protected ranking:
- Kirsten Flipkens /  Sania Mirza
- Tereza Mihalíková /  Květa Peschke
- Aleksandra Panova /  Anastasija Rodionova
- Laura Siegemund /  Vera Zvonarëva

La seguenti coppie sono subentrate in tabellone come alternate:
- Ekaterina Aleksandrova /  Yang Zhaoxuan
- Magda Linette /  Sara Sorribes Tormo

### Ritiri
Prima del torneo
- Alexa Guarachi /  Nicole Melichar-Martinez → sostituite da  Alexa Guarachi /  Xu Yifan
- Barbora Krejčiková /  Kateřina Siniaková → sostituite da  Storm Sanders /  Kateřina Siniaková
- Ashlyn Krueger /  Robin Montgomery → sostituite da  Ekaterina Aleksandrova /  Yang Zhaoxuan
- Magda Linette /  Bernarda Pera → sostituite da  Lidzija Marozava /  Sabrina Santamaria
- Petra Martić /  Shelby Rogers → sostituite da  Aleksandra Panova /  Anastasija Rodionova
- Storm Sanders /  Kateřina Siniaková → sostituite da  Magda Linette /  Sara Sorribes Tormo

## Punti e montepremi

### Punti
| Evento              | V    | F   | SF  | QF  | Round of 16 | Round of 32 | Round of 64 | Round of 128 | Q    | Q2   | Q1   |
| Singolare maschile  | 1000 | 600 | 360 | 180 | 90          | 45          | 25*         | 10           | 16   | 8    | 0    |
| Doppio maschile     | 1000 | 600 | 360 | 180 | 90          | 0           | N.D.        | N.D.         | N.D. | N.D. | N.D. |
| Singolare femminile | 1000 | 650 | 390 | 215 | 120         | 65          | 35*         | 10           | 30   | 20   | 2    |
| Doppio femminile    | 1000 | 650 | 390 | 215 | 120         | 10          | N.D.        | N.D.         | N.D. | N.D. | N.D. |

### Montepremi
| Evento              | V          | F        | SF       | QF       | Round of 16 | Round of 32 | Round of 64 | Round of 128 | Q2     | Q1     |
| Singolare maschile  | $1,231,245 | $646,110 | $343,985 | $179,940 | $94,575     | $54,400     | $30,130     | $18,200      | $9,205 | $5,025 |
| Singolare femminile | $1,231,245 | $646,110 | $343,985 | $179,940 | $94,575     | $54,400     | $30,130     | $18,200      | $9,205 | $5,025 |
| Doppio maschile     | $426,010   | $225,980 | $120,520 | $61,100  | $32,630     | $17,580     | N.D.        | N.D.         | N.D.   | N.D.   |
| Doppio femminile    | $426,010   | $225,980 | $120,520 | $61,100  | $32,630     | $17,580     | N.D.        | N.D.         | N.D.   | N.D.   |

## Campioni

### Singolare maschile
Carlos Alcaraz ha sconfitto in finale  Casper Ruud con il punteggio di 7-5, 6-4.
• È il terzo titolo in carriera per Alcaraz, il secondo della stagione.

### Singolare femminile
Iga Świątek ha sconfitto in finale  Naomi Osaka con il punteggio di 6-4, 6-0.
- È il terzo titolo stagionale per la Świątek, il sesto della carriera.

### Doppio maschile
Hubert Hurkacz /  John Isner hanno sconfitto in finale  Wesley Koolhof /  Neal Skupski con il punteggio di 7-6(5), 6-4.

### Doppio femminile
Laura Siegemund /  Vera Zvonarëva hanno sconfitto in finale  Veronika Kudermetova /  Elise Mertens con il punteggio di 7-6 (3), 7-5.